# Loxosomella glandulifera
Loxosomella glandulifera är en bägardjursart som beskrevs av Franzén 1962. Loxosomella glandulifera ingår i släktet Loxosomella och familjen Loxosomatidae. Arten är reproducerande i Sverige. Inga underarter finns listade i Catalogue of Life.